# Turaida Borg
Turaida Borg (lettisk: Turaidas pils) er en af de ældste middelalderlige borge i Letland som det stadig er muligt at besøge. Borgen ligger på floden Gaujas højre bred på byen Siguldas område. Borgen opførtes i 1214 efter biskoppen af Riga, senere ærkebiskoppen af Riga, nedbrændte den liviske høvding Kaupos tømmerborg og opførte dette i stedet. Turaida Borg anses for at være den arkæologisk bedst udforskede middelalderlige borg i Baltikum. Borgen har status som statsligt arkæologisk og arkitektonisk mindesmærke, og hører under både Turaida Museumsreservat og Gauja Nationalpark.
I begyndelsen af 1900-tallet var Turaida Borg blot en borgruin, og man besluttede i 1924 at stille borgruinen under beskyttelse som værende statsligt mindesmærke. Det var dog først i 1953, under den Lettiske Socialistiske Sovjetrepublik, at genopbygningsarbejdet kom i gang og gennem årene frem til 2000 blev Turaida genopbygget og restaureret til den borg, man i dag kan besøge. Siden 1976 har borgen gennem 25 år været mål for arkæologiske undersøgelser af lettiske arkæolog, Jānis Graudonis.

## Note
1. ↑  Betegnelsen Bergfried (også stavet: Berchfrit, eller ved en misforståelse: Burgfried) benævner det ubeboede hovedtårn i et middelalderligt borganlæg, en konstruktion, der blev vidt udbredt i Mellem-, Øst- og Nordeuropa. Hvis hovedtårnet var beregnet til vedvarende beboelse, blev det derimod betegnet som en donjon.